# Reflets dans un œil d'or
Pour plus de détails, voir Fiche technique et Distribution.
Reflets dans un œil d'or (Reflections in a Golden Eye) est un film américain réalisé par John Huston, sorti en 1967.
Il s'agit d'une adaptation du roman éponyme publié en 1941 de Carson McCullers, écrivaine américaine dont trois autres œuvres ont été adaptées au cinéma : The Member of the Wedding par Fred Zinnemann en 1952, Le cœur est un chasseur solitaire par Robert Ellis Miller, en 1968, et La Ballade du café triste par Simon Callow en 1991.

## Synopsis
Dans un fort de Géorgie, le major Penderton ne désire plus depuis longtemps sa splendide femme Leonora, qui a pour amant le lieutenant-colonel Langdon. L'épouse de ce dernier, perturbée par la naissance d'un enfant anormal, sombre doucement dans la folie auprès de son majordome philippin.
Un jeune soldat, Williams, va venir troubler un peu plus cet univers fait de désirs inavoués et de frustrations. Le major va se sentir irrésistiblement attiré par Williams, tandis que celui-ci est fasciné par Leonora. Leonora — comme Williams — est une excellente cavalière  montant un étalon redoutable, alors que son mari n'y parvenant pas va frapper le cheval à coups de cravache, provoquant la colère et le mépris de sa femme, colère contre sa cruauté, mépris pour son impuissance. Williams ne cesse d'épier Leonora (dont la silhouette nue se reflète dans son œil), alors même qu'il est épié par Penderton. Il va même jusqu'à pénétrer dans la maison de Penderton, puis dans la chambre de sa femme ...

## Fiche technique
- Titre : Reflets dans un œil d'or
- Titre original : Reflections in a Golden Eye
- Réalisation : John Huston
- Scénario : Chapman Mortimer, Gladys Hill, adapté du roman éponyme de Carson McCullers.
- Photographie : Aldo Tonti et (non crédité) Oswald Morris
- Montage : Russell Lloyd
- Musique : Toshirō Mayuzumi
- Direction artistique : Bruno Avesani
- Décors : Stephen B. Grimes
- Costumes : Dorothy Jeakins
- Styliste coiffure : Alexandre
- Producteur : C.O. Erickson
- Producteurs associés, John Huston et Ray Stark
- Sociétés de production : Warner Bros Pictures / Seven Arts
- Société de distribution : Warner Bros Pictures
- Pays de production :  États-Unis
- Genre : drame
- Format : couleur (Technicolor) - Son : Mono (Westrex Recording System) - Ratio : 2,35:1
- Durée : 108 minutes
- Dates de sortie :
  - États-Unis : 11 octobre 1967 (première), 13 octobre 1967 (sortie nationale)
  - France : 21 décembre 1967
- Affiches : Raymond Elseviers (Belgique), Jean Mascii (France)

## Distribution
- Marlon Brando (VF : William Sabatier) : Major Weldon Penderton
- Elizabeth Taylor (VF : Claude Winter) : Leonora Penderton
- Brian Keith : Lt Colonel Morris Langdon
- Julie Harris : Alison Langdon
- Robert Forster : Soldat L.G. Williams
- Gordon Mitchell : Un sergent
- Zorro David : Anaclecto
- Friedrich von Ledebur (non crédité) : Un lieutenant à la Garden Party
- Harvey Keitel (non crédité) : Un soldat

## À noter
- Un carton ouvre le film : "Il y a un fort dans le Sud où voici quelques années un meurtre fut commis". En réalité, derrière cette idée simple, il s'agit d'un film sur la folie et les frustrations dans lequel les acteurs forment une ronde perverse.
- Montgomery Clift devait initialement interpréter le major Penderton. Mais les assurances doutaient de sa santé physique dont la solidité était nécessaire au rôle. Son amie Elizabeth Taylor renonça même à son salaire pour lui assurer le rôle. Âgé de 45 ans, affaibli par de longues années de maladie, il mourut d'une crise cardiaque peu de temps avant que ne débute le tournage.
- Le cinéaste français Serge Bourguignon, alors à Hollywood, aurait été approché pour réaliser le film[1].
- Le film est, symboliquement, décrit comme se déroulant dans le reflet de l'œil doré d'un paon dessiné. Cela explique le titre et la raison du traitement de la pellicule initiale dans un bain de pigments de cette teinte. Chaque scène comportait, pour créer un contraste, un élément qui avait sa couleur réelle. Mais le public fut dérouté par cette nouveauté et le film ressortit dans une version classique.
- Des photographies de Marlon Brando habillé en major Penderton furent utilisées plus tard par les producteurs d'Apocalypse Now, qui avaient besoin de photos de Brando plus jeune pour les inclure dans les états de services du jeune colonel Walter Kurtz.